# Готфрид, Анастасия Сергеевна
Анастаси́я Серге́евна Го́тфрид (Рома́нова) (укр. Анастастія Готфрід; род. 25 апреля 1996 года, Снежное, Украина) — украинская и грузинская тяжелоатлетка, выступающая в весовой категории до 87 кг. Чемпионка мира 2017, двукратная чемпионка Европы (2018, 2016). Участница летних Олимпийских игр в Рио-де-Жанейро.

## Биография

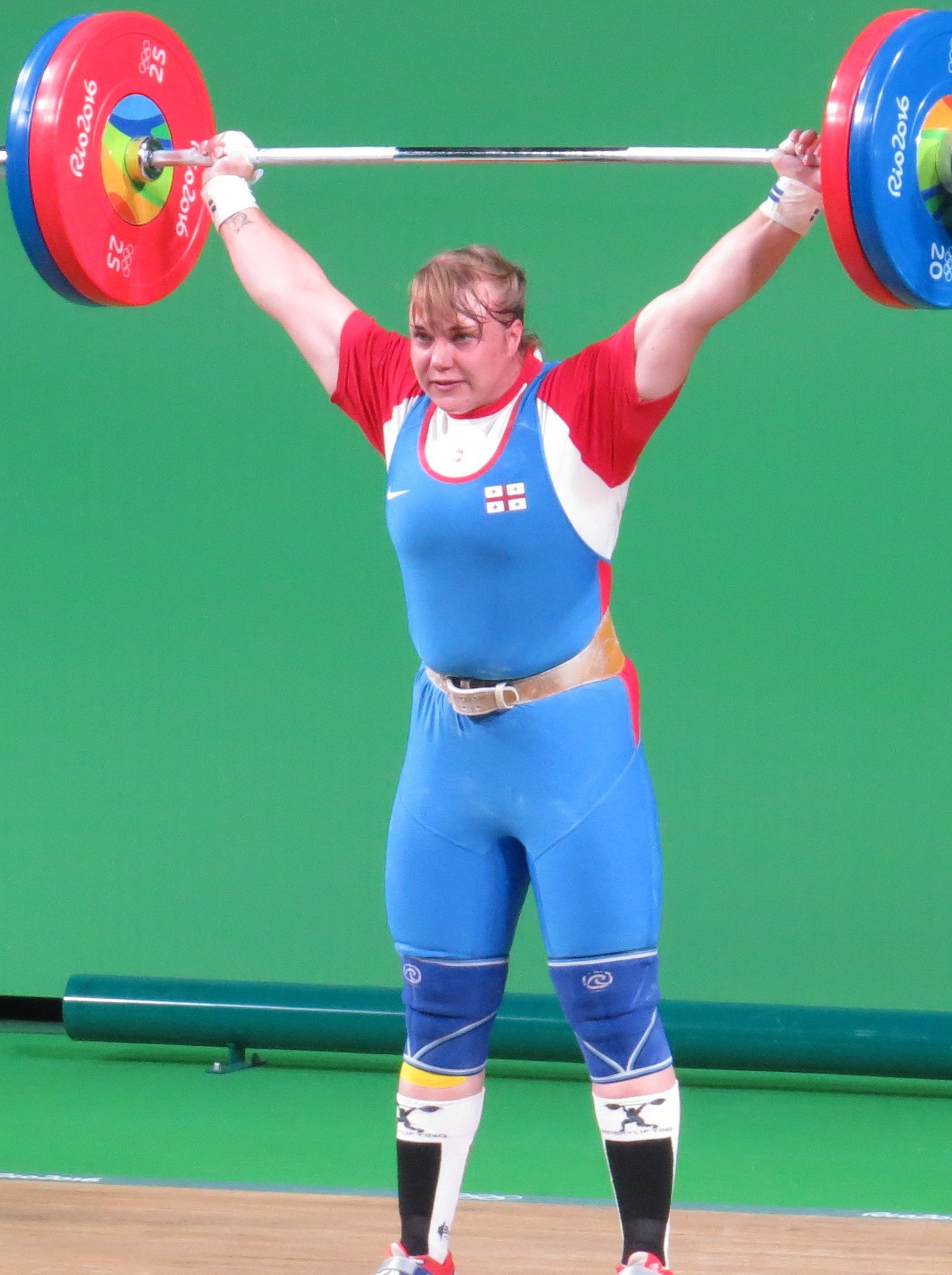
Готфрид в Рио-2016. Рывок.

Анастасия Готфрид родилась 25 апреля 1996 года в Снежном, в спортивной семье. Отец Сергей Николаевич Романов, мастер спорта по тяжелой атлетике и личный тренер Анастасии, мать Антонина Петровна — кандидат в мастера спорта по гимнастике. В спортивном зале впервые оказалась в 3 года, а серьезно заниматься тяжёлой атлетикой начала в 11 лет.
Чемпионка Европы и мира среди юношей и юниоров. Подавала большие надежды, но из-за конфликта с новым главным тренером женской сборной Украины, Юрием Кучиновым, вынуждена была сменить спортивное гражданство на грузинское.
В 2015 году дебютировала на взрослом уровне. На чемпионате мира в Хьюстоне стала 12-й в категории свыше 75 кг.
На чемпионате Европы 2016 в Фёрде Анастасия стала второй в категории свыше 75 кг, однако, в результате дисквалификации в мае 2019 года за применение допинга Рипсиме Хуршудян к спортсменке перешло звание чемпионки Европы.
Участница Олимпийских игр в Рио-де-Жанейро.
В 2017 году на чемпионате мира в Анахайме стала чемпионкой в категории до 90 кг, выиграв первое в истории Грузии женское «золото» на первенствах мира.
Лучшая спортсменка Грузии 2016 года.
В апреле 2021 года на чемпионате Европы в Москве, грузинская спортсменка заявилась в весовой категории до 89 кг. Итогом такого выступления стало четвёртое место с результатом по сумме двух упражнений 239 килограммов и малая золотая медаль в рывке с весом на штанге 111 килограммов. Травма правого колена помешала выполнить в полную силу упражнение "толчок". 
На чемпионате Европы 2022 года, который проходил в Албании, Анастасия по сумме двух упражнений в весовой категории до 87 килограммов, с результатом 235 килограммов, завоевала бронзовую медаль. 
В Ереване, на чемпионате Европы 2023 года в категории свыше 87 кг завоевала серебряную медаль с результатом 252 кг по сумме двух упражнений. В отдельных упражнениях ей достались малая золотая медаль в рывке и малая серебряная в толчке.
В феврале 2024 года на чемпионате Европы в Софии Анастасия завоевала серебряную медаль по сумме двух упражнений с результатом 257 кг. В упражнении рывок она была первой (117 кг), а в толчке стала второй (140 кг).

## Спортивные результаты
| Год  | Соревнование            | Место проведения | Весовая категория | Рывок  | Толчок | Сумма двоеборья | Место |
| 2015 | Чемпионат мира          | Хьюстон          | свыше 75 кг       | 121 кг | 142 кг | 263 кг          | 12    |
| 2016 | Чемпионат Европы        | Фёрде            | свыше 75 кг       | 113 кг | 136 кг | 249 кг          | 1     |
| 2016 | Летние Олимпийские игры | Рио-де-Жанейро   | свыше 75 кг       | 113 кг | 135 кг | 248 кг          | 12    |
| 2017 | Чемпионат мира          | Анахайм          | до 90 кг          | 120 кг | 145 кг | 265 кг          | 1     |
| 2018 | Чемпионат Европы        | Бухарест         | до 90 кг          | 124 кг | 132 кг | 256 кг          | 1     |
| 2021 | Чемпионат Европы        | Москва           | до 87 кг          | 111 кг | 128 кг | 239 кг          | 4     |
| 2022 | Чемпионат Европы        | Тирана           | до 87 кг          | 106 кг | 129 кг | 235 кг          | 3     |
| 2023 | Чемпионат Европы        | Ереван           | свыше 87 кг       | 117 кг | 135 кг | 252 кг          | 2     |
| 2024 | Чемпионат Европы        | София            | свыше 87 кг       | 117 кг | 140 кг | 257 кг          | 2     |

## Семья
Муж — Денис Готфрид, бронзовый призёр летних Олимпийских игр 1996 года, двукратный чемпион мира и Европы.